# Corteva
Corteva, conosciuta anche come Corteva Agriscience, è il più grande produttore statunitense di semi ibridi per l'agricoltura.

## Storia
Corteva divento una public company il 3 giugno 2019, in seguito ad uno spin-off di quella che era la divisione agricoltura del gigante della chimica DowDuPont. Di grande importanza per la società è la sua controllata Pioneer Hi Bred International, che fu acquistata dalla DuPont nel 1999.